# موربیش امسی
موربیش امسی (به آلمانی: Mörbisch am See) یک منطقهٔ مسکونی در اتریش است که در ناحیه آیزنشتات-اومگه‌بونگ واقع شده‌است. موربیش امسی ۲٬۲۶۱ نفر جمعیت دارد.